# God Bless America

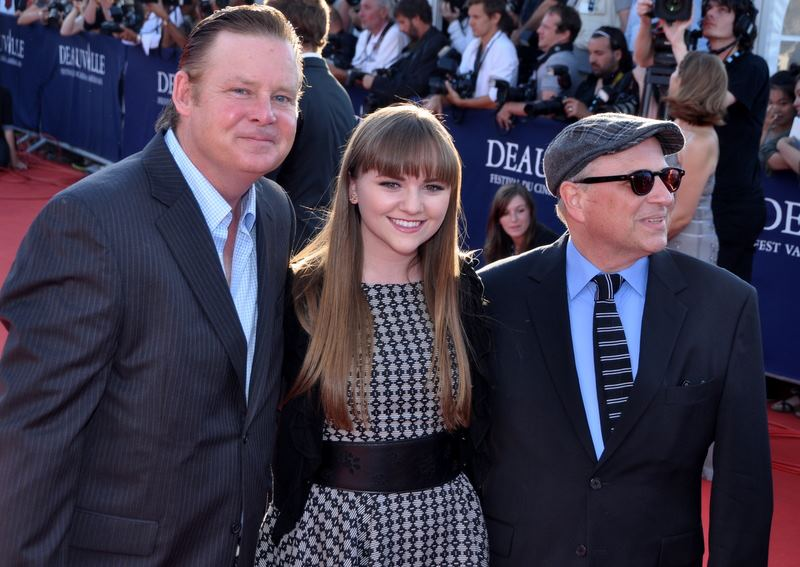
Joel Murray, Tara Lynne Barr en Bobcat Goldthwait ter promotie van de film God Bless America op het Deauville American Film Festival in 2012

God Bless America is een Amerikaanse satirische zwarte komedie uit 2011 onder regie van Bobcat Goldthwait.

## Verhaal
De gescheiden Frank walgt hoe langer hoe meer van de maatschappij die hij om zich heen waarneemt. Iedereen lijkt alleen maar aan zijn eigen belang te denken en zich bezig te houden met dingen zonder enige inhoud. Daarbij heeft hij last van slapeloosheid en migraine en asociale buren met een huilbaby. Tijdens het zappen in zijn slapeloze nachten, ziet hij niets anders voorbijkomen dan mensen die zich belachelijk maken, mensen die anderen uitlachen omdat ze zich belachelijk maken en mensen die praten over mensen die zich belachelijk maken. Ook de gesprekken die hij overdag opvangt, gaan alleen maar hierover.
Frank bereikt zijn breekpunt wanneer zijn baas hem na elf jaar trouwe dienst ontslaat. Frank heeft de receptioniste op de zaak een bloemetje gestuurd om haar op te vrolijken, nadat ze hem vertelde dat ze niet lekker in haar vel zat. Hiervoor heeft hij haar adres opgezocht in de computer. De receptioniste heeft hier melding van gemaakt en aangegeven dat ze zich niet meer veilig voelt in zijn buurt. Franks baas voelt zich daarom gedwongen hem te ontslaan. Thuis vertelt zijn ex-vrouw Alison hem telefonisch dat hun dochter Ava niet meer naar hem toe wil omdat ze zich verveelt bij hem.
Wanneer Frank die nacht weer alleen voor de televisie zit, haalt hij zijn pistool uit een kastje en zet hij de loop in zijn mond. Voor hij de trekker kan overhalen, ziet hij op de televisie een programma voorbijkomen over de zestiende verjaardag van de verwende Chloe. Het meisje is een kind van rijke ouders die alles voor haar doen, maar is nergens tevreden mee. Ze bekt haar vader en moeder af, vindt zichzelf geweldig en behandelt anderen als voetveeg. Wanneer haar vader haar een nieuwe auto geeft voor haar verjaardag, is ze woedend omdat het niet het merk is dat ze wilde. Frank besluit daarop om de wereld van Chloe te verlossen voor hij zichzelf van kant maakt.
Frank steelt de volgende dag de sportwagen van de buren en rijdt naar de school van Chloe. De zestienjarige Roxy ziet hem met een verrekijker in de bosjes zitten en denkt dat hij er naar jonge meisjes zit te gluren. Zodra Frank Chloe ziet, maakt hij haar met handboeien vast aan het stuur van haar auto en steekt hij een brandende lap in haar benzinetank om de wagen in brand te steken. Wanneer dat niet lukt, schiet hij Chloe door het hoofd.
Frank zit 's avonds op een hotelkamer wanneer er iemand op de deur klopt. Het is Roxy. Ze deelt Franks denkbeelden en vindt het geweldig wat hij heeft gedaan. Frank wil nog steeds zelfmoord plegen, maar Roxy doet hem een voorstel dat hem beter bevalt. Op haar suggestie begint hij aan een missie om meer nare mensen de wereld uit te helpen. Hij begint met de ouders van Chloe, die het meisje gemaakt hebben zoals ze was. Het is Franks bedoeling om zijn missie alleen uit te voeren, maar nadat hij Chloe's vader heeft vermoord, verschijnt Roxy in het huis om Chloe's moeder dood te steken. Roxy haalt hem over om als duo verder te gaan met het uit de weg ruimen van mensen die de wereld verpesten met hun aanwezigheid. Dit loopt uiteen van opruiende televisiecommentatoren en op begrafenissen protesterende leden van de Westboro Baptist Church, tot jongeren die tijdens de film bellen in de bioscoop.

## Rolverdeling
| Acteur                | Personage                          |
| --------------------- | ---------------------------------- |
| Joel Murray           | Frank                              |
| Tara Lynne Barr       | Roxy                               |
| Melinda Page Hamilton | Alison                             |
| Rich McDonald         | Brad                               |
| Iris Almario          | Journalist                         |
| Mackenzie Smith       | Ava                                |
| Andrea Harper         | Moeder                             |
| David Mendenhall      | Vader                              |
| Juliana Acosta        | Journalist bij de persconferenctie |
| Aris Alvarado         | Steve Clark                        |
| Guerrin Gardner       | Crystal                            |
| Dorie Barton          | Tracey                             |

## Trivia
De man die Frank ontslaat is een cameorol van Geoff Pierson. Hij speelde met regisseur Goldthwait samen in honderd afleveringen van de komedieserie Unhappily Ever After, als Jack Malloy en (de stem van) zijn pratende knuffelkonijn Mr. Floppy.